# Héctor Giraldo Gálvez
Héctor Giraldo Gálvez (Fresno, Tolima, 1949-Bogotá, 29 de marzo de 1989) fue un abogado y periodista colombiano, asesinado por el Cartel de Medellín.

## Biografía
Nacido en Fresno (Tolima), vivió en Manizales y Bogotá, donde se graduó como abogado de la Universidad Nacional. Hizo judicatura en Bucaramanga, donde practicaba esquí acuático y fue el primer campeón de ese deporte En 1965 se vinculó al periódico El Espectador, donde ejerció como abogado y columnista.
Fue el abogado de la familia Cano, tras el asesinato del director del periódico El Espectador, Guillermo Cano Isaza, lo cual sumado a las investigaciones que con Cano realizó sobre Pablo Escobar, sería el motivo por el cual sería asesinado Giraldo. Investigó también los escándalos del Grupo Grancolombiano, del banquero Jaime Michelsen, por lo cual sería premiado por el Círculo de Periodistas de Bogotá.

## Obras
- La reforma laboral (1969).[11]
- La prensa y la ley (1979).[12]

## Asesinato
Fue asesinado en Bogotá en la carrera 24 con avenida Chile, por sicarios en motocicletas cuando se dirigía a los juzgados.
En su crimen estuvo implicado Luis Carlos Molina Yepes, testaferro de Pablo Escobar.